# Above the Noise
Above the Noise는 맥플라이의 다섯 번째 정규 음반이다. 댈러스 오스틴과 타이오 크루즈가 음반 프로듀서로 참여했으며, 레이블은 아일랜드 / 유니버설, 발매일은 2010년 11월 15일이다. 전작 Radio:Active 이후 발매된 Party Girl, Shine a Light (featuring Taio Cruz) 등이 수록되어 있다.

## 수록곡
| #             | 제목                                        | 작사                                                                                          | 프로듀서                                  | 재생 시간 |
| ------------- | ------------------------------------------- | --------------------------------------------------------------------------------------------- | ----------------------------------------- | --------- |
| 1.            | 〈End of the World〉                        | 톰 플래처, 더기 포인터, 대니 존스, 댈러스 오스틴, 제프 웨인                                   | 댈러스 오스틴                             | 4:02      |
| 2.            | 〈Party Girl〉                              | 댈러스 오스틴, 톰 플래처, 더기 포인터, 대니 존스                                              | 댈러스 오스틴, 제이슨 페리                | 3:11      |
| 3.            | 〈iF U C Kate〉                             | 댈러스 오스틴, 타이오 크루즈, 알렌 니글리시, J C 샤세즈                                       | 댈러스 오스틴                             | 3:38      |
| 4.            | 〈Shine a Light (featuring 타이오 크루즈)〉 | 톰 플래처, 대니 존스, 타이오 크루즈                                                           | 타이오 크루즈, 알렌 니글리시              | 3:39      |
| 5.            | 〈I'll Be Your Man〉                        | 톰 플래처, 대니 존스, 댈러스 오스틴                                                           | 댈러스 오스틴                             | 4:15      |
| 6.            | 〈Nowhere Left to Run〉                     | 톰 플래처, 대니 존스, 더기 포인터, 타이오 크루즈                                              | 알렌 니글리시, 타이오 크루즈, 제이슨 페리 | 3:23      |
| 7.            | 〈I Need a Woman〉                          | 톰 플래처, 대니 존스, 더기 포인터, 로비 윌리엄스, 가이 체임버스, 스모키 로빈슨, 로날드 화이트 | 댈러스 오스틴                             | 3:59      |
| 8.            | 〈That's The Truth〉                        | 댈러스 오스틴, 톰 플래처, 대니 존스, 더기 포인터, 해리 저드                                   | 댈러스 오스틴, 제이슨 페리, 아담 노블     | 3:52      |
| 9.            | 〈Take Me There〉                           | 댈러스 오스틴, 톰 플래처, 대니 존스, 더기 포인터, 해리 저드                                   | 댈러스 오스틴                             | 3:43      |
| 10.           | 〈This Song〉                               | 톰 플래처, 대니 존스                                                                          | 댈러스 오스틴                             | 4:07      |
| 11.           | 〈Foolish〉                                 | 댈러스 오스틴, 나즈 토키오, 톰 플래처, 대니 존스                                              | 댈러스 오스틴, 나즈 토키오                | 4:24      |
| 총 재생 시간: | 총 재생 시간:                               | 총 재생 시간:                                                                                 | 총 재생 시간:                             | 42:12     |

## 발매 정보
| 국가     | 발매일           | 레이블        | 포맷                |
| -------- | ---------------- | ------------- | ------------------- |
| 아일랜드 | 2010년 11월 12일 | 아일랜드      | CD, 디지털 다운로드 |
| 영국     | 2010년 11월 15일 | 아일랜드      | CD, 디지털 다운로드 |
| 아이튠즈 | 2010년 11월 15일 | 유니버설 뮤직 | 디지털 다운로드     |
| 스페인   | 2010년 11월 16일 | 유니버설 뮤직 | CD, 디지털 다운로드 |
| 포르투갈 | 2010년 11월 16일 | 유니버설 뮤직 | CD, 디지털 다운로드 |
| 독일     | 2010년 11월 18일 | 아일랜드      | CD, 디지털 다운로드 |
| 멕시코   | 2010년 11월 22일 | 유니버설 뮤직 | CD, 디지털 다운로드 |
| 브라질   | 2010년 11월 30일 | 유니버설 뮤직 | CD, 디지털 다운로드 |
| 호주     | 2010년 12월 10일 | 유니버설 뮤직 | CD, 디지털 다운로드 |
| 일본     | 2011년 3월 2일   | 유니버설 뮤직 | CD, 디지털 다운로드 |

## 평가
| 미디어              | 평가         |
| ------------------- | ------------ |
| 올뮤직              | [ 2 ]        |
| BBC                 | (favourable) |
| 엔터테인먼트 포커스 | (positive)   |
| 펑키.com            | [ 5 ]        |
| 뮤직 뉴스 데일리    | [ 6 ]        |
| NME                 | (5/10)       |
| OK! Magazine        | [ 8 ]        |
| The Scotsman        | (positive)   |
| 버진 미디어         | [ 10 ]       |

## 크레딧
- 대니 존스 - 기타, 리드 보컬, 코러스
- 톰 플래처 - 기타, 리드 보컬, 코러스
- 해리 저드 - 드럼, 퍼커션
- 더기 포인터 - 베이스, 코러스
- 댈러스 오스틴 - 프로듀서, 이그젝티브 프로듀서, 키보드, 신스
- 제이슨 페리 - 프로듀서, 이그젝티브 프로듀서, 드럼, 기타
- 마이크 하트넷 - 베이스, 드럼
- 토니 레이즈 - 기타
- 타이오 크루즈 - 보컬, 신스, 키보드, 프로듀서
- 알렌 니글리시 - 프로듀서
- Nels Israelson – 포토그래피
- 로버트 오턴 - 오디오 믹스
- 서반 기니어 - 오디오 믹스